# Dusino San Michele
Dusino San Michele ist eine Gemeinde in der italienischen Provinz Asti (AT), Region Piemont.

## Lage und Einwohner
Dusino San Michele liegt rund 20 km westlich von der Provinzhauptstadt Asti entfernt. Das Gemeindegebiet umfasst eine Fläche von elf km² und hat 1079 Einwohner (Stand 31. Dezember 2023). 
Die Nachbargemeinden sind Cantarana, San Paolo Solbrito, Valfenera, Villafranca d’Asti und Villanova d’Asti.

## Kulinarische Spezialitäten
In Dusino San Michele werden Reben der Sorte Barbera für den Barbera d’Asti, einen Rotwein mit DOCG Status, angebaut.